# Liste de fromages canadiens
- 14 Arpents (Le)
- 1608
- Aged Gouda
- Aged Sheep Milk Cheese
- Akawi
- Akawie
- Akawie léger
- Albani (L')
- Alfred Le Fermier
- Allegretto
- Alma (La tome) (Le)
- Alpin (L')
- Alpinois (L')
- Amourettes - Fines herbes

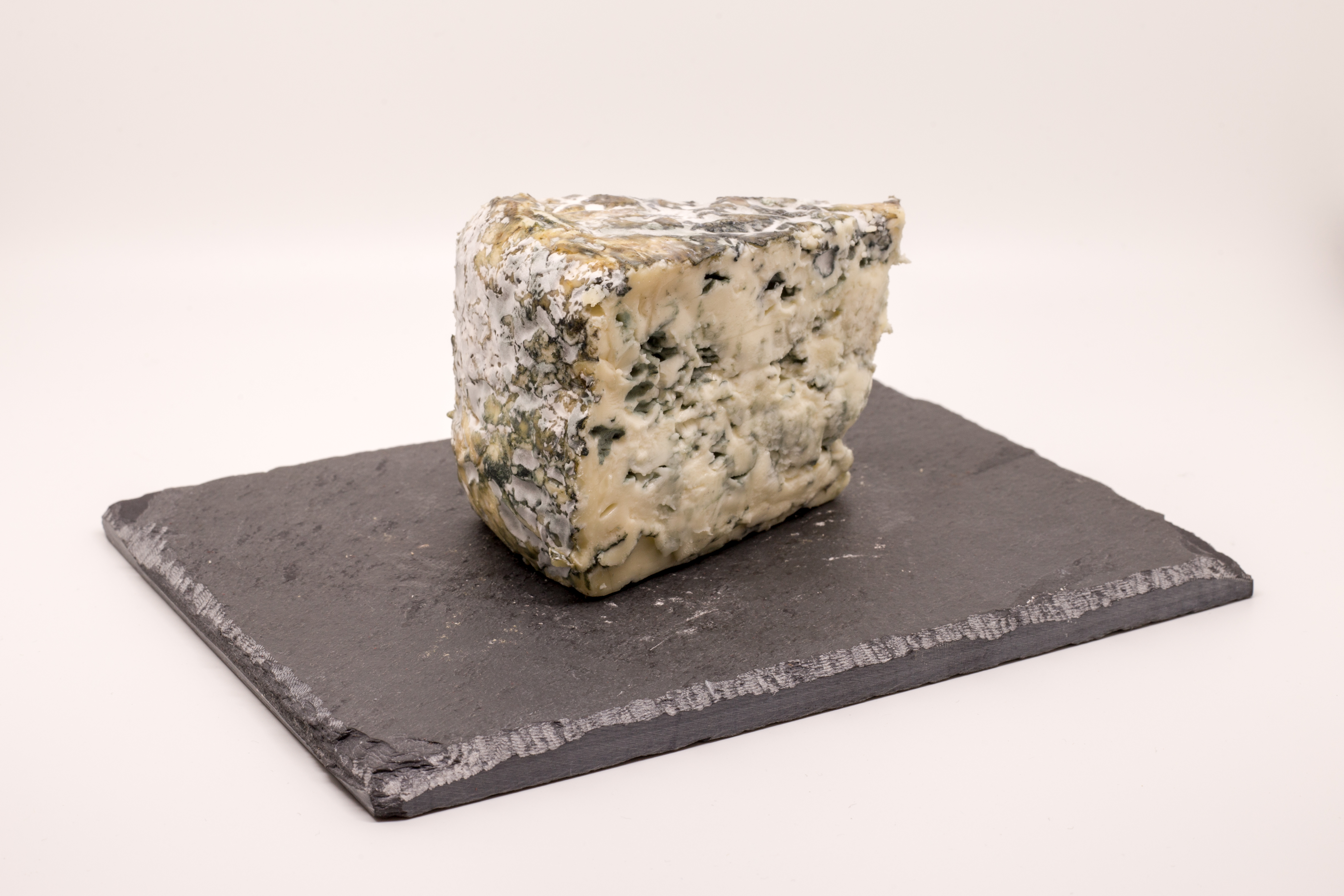
Bleu d’Élizabeth.

- Amourettes - Tomates séchées et basilic
- Amsterdammer (CB), fromage à pâte demi-ferme
- Ange Fourchu (L')
- Anobli
- Archange (L')
- Ash-Ripened Camembert
- Asiago
- Asiago (Arla Foods)
- Asiago (Silani)
- Athonite
- Attrape-Cœur (L')
- Aura
- Avalanche
- Baby Blue
- Baladi (fabriqué par deux fromageries)
- Balderson Cheddars
- Baluchon
- Banon
- Barbu (Le)
- Baron (Québec) (n'apparaît pas sur le catalogue du ministère...)
- Barre à Boulard
- Barre du jour
- Bastidou (Le)
- Le Cru du Clocher
- Fromages à pâte persillée
  - Bleu Bénédictin (Québec)
  - Bleu l'Ermite (Québec)
  - Bleubry (Québec)
  - Bleu d'Élizabeth(Québec)
- Bocconcini (Ontario), fromage à pâte filée
  - Mini mini Bocconcini (Québec), fromage à pâte filée
- Boerenkaas (CB), fromage à pâte ferme
- Bries, fromages à pâte molle
  - Brie Manoir (Québec)
  - Brie L'Extra double crème (Québec)
  - Brie Vaudreuil (Québec)
  - Brie Chevalier Fines Herbes (Québec)
  - Brie du Paysan (Québec)
- Camembert de Madame Clément (Québec)
- Cantonnier (Québec), fromage à croûte lavée
  - Cantonnier de Warwick (Québec)
- Cendrillon sacré meilleur fromage au monde en 2009
- Le Ciel de Charlevoix (Charlevoix, Québec)
- Cheddars
  - Cheddar québécois (Québec)
  - Balderson Marble Cheddar (Ontario)
  - Balderson Mild Cheddar (Ontario)
  - Balderson Medium Cheddar (Ontario)
  - Balderson 2 year Heritage (Ontario)
  - Balderson 5 year Heritage (Ontario)
  - Brittania doux jaune (Québec)
  - Brittania 3 ans (Québec)
  - Cheddar âgé au Porto 10 ans (Québec)
  - Cheddar de l'Île-aux-Grues (Québec)
  - Medium Cheddar (NE)
- Cogruet (Québec), fromage de type suisse
- Damablanc (Québec)
- Délicrème (Québec), fromage frais
- Délicrème saumon (Québec), fromage aromatisé
- Le Douanier (Québec), fromage à croûte lavée
- Doré-mi (Québec), fromage à pâte mi-ferme
- Dragons Breath (NE), fromage à pâte persillée
- El Nino(Québec)
- Fétard (Québec)
- Frère Jacques  (Québec), fromage de type suisse
- Fromage suisse (fromage de type emmenthal d’origine américaine)
- Gouda (Québec, AB), fromage à pâte ferme
  - Gouda old (CB),
  - Old Gouda Cheese (ON)
- Kénogami (Québec)
- Kingsberg (Québec), fromage de type suisse
- Mamirolle (Québec)
- Migneron de Charlevoix (Charlevoix, Québec)
- Miranda (Québec)
- Mont Saint-Benoît (Québec)
- Smoked Monterey Jack (MB), fromage aromatisé
- Mozzarella, fromages à pâte filée
  - Deluxe Mozzarella (Ontario),
  - Mozzarella Prestigio (Québec)
- Noyan (Québec)
- Oka (Québec)
- Paillasson de l'Isle d'Orléans, demi-ferme sans croûte
- Leoni-Grana Parmesan (AB), fromage à pâte ferme
- Provolone (Ontario), fromage à pâte filée
  - Provolone Sette Fette (Ontario)
- Pied-De-Vent (Îles de la Madeleine, Québec)
- Pikauba (Québec)
- Presqu'Île (Québec), fromage à croûte lavée
- raclettes
  - Raclette des Appalaches (Québec)
  - Raclette Fritz (Québec)
  - La Raclette d'Oka (Québec)
- Ricotta (Ontario), fromage frais
  - Ricotta québécoise (Québec)
- Riopelle de l'Isle (Québec), fromage à pâte molle
- St-Albert (Ontario)
- Saint-Damase (Québec)
- Saint-Honoré Triple Crème (Québec)
- Saint-paulin, fromage à pâte demi-ferme
- Saint-Paulin québécois (Québec)
- Saint-Paulin Anco (Québec)
- Suisse St-Fidèle (Québec), fromage de type suisse
- Sir Laurier d'Arthabasca
- Stanfold (Québec)
- Trevisano (Ontario), fromage à pâte demi-ferme
- Valbert (Québec), fromage type Gouda
- Verdelait Cracked Pepper (CB), fromage aromatisé
- Victor et Berthold